# The End Is Begun
The End Is Begun è il quarto album in studio del gruppo progressive rock 3, pubblicato nel 2007.

## Tracce
1. The Word Is Born of Flame - 3:25
2. The End Is Begun - 3:42
3. Battle Cry - 4:03
4. All That Remains - 3:54
5. My Divided Falling - 3:51
6. Serpents in Disguise - 3:24
7. Been to the Future - 4:21
8. Bleeding Me Home - 3:47
9. Live Entertainment - 3:27
10. Diamond in the Crush - 3:41
11. Shadow Play - 4:07
12. These Iron Bones - 4:09
13. The Last Day (con Jerry Marotta) - 7:51

## Formazione
- Joey Eppard — voce, chitarra
- Billy Riker — chitarra
- Daniel Grimsland — basso
- Joe Stote — percussioni, tastiera
- Chris "Gartdrumm" Gartmann — batteria